# Tympanota leucocyma
Tympanota leucocyma är en fjärilsart som beskrevs av W. Warren 1906. Tympanota leucocyma ingår i släktet Tympanota och familjen mätare. Inga underarter finns listade i Catalogue of Life.